# Hures-la-Parade
Hures-la-Parade (okzitanisch Ura e la Parada) ist eine französische Gemeinde im  Département Lozère in der Region Okzitanien. Sie gehört zum Kanton Florac Trois Rivières und zum Arrondissement Florac.

## Geografie, Infrastruktur
Hures-la-Parade ist der Ausgangspunkt der elektrischen Standseilbahn zu den Aven Armand bei Meyrueis. Nachbargemeinden sind La Malène im Nordwesten, Mas-Saint-Chély im Norden, Gorges du Tarn Causses im Nordosten, Vebron im Osten, Gatuzières im Südosten, Meyrueis im Süden, Veyreau im Südwesten sowie Saint-Pierre-des-Tripiers und Massegros Causses Gorges im Westen.
Der Ort ist Standort der Dolmen „des Avens“, „du Cerrière“, „de Drigas“, „de Gouziac“ und Tombeau dau Geïon.

## Bevölkerungsentwicklung
| Jahr      | 1962 | 1968 | 1975 | 1982 | 1990 | 1999 | 2008 | 2018 |
| --------- | ---- | ---- | ---- | ---- | ---- | ---- | ---- | ---- |
| Einwohner | 226  | 198  | 157  | 166  | 164  | 177  | 224  | 234  |

## Sehenswürdigkeiten
- Dolmen Tombe du Géant
- Flurkreuz Croix du Buffre, Monument historique

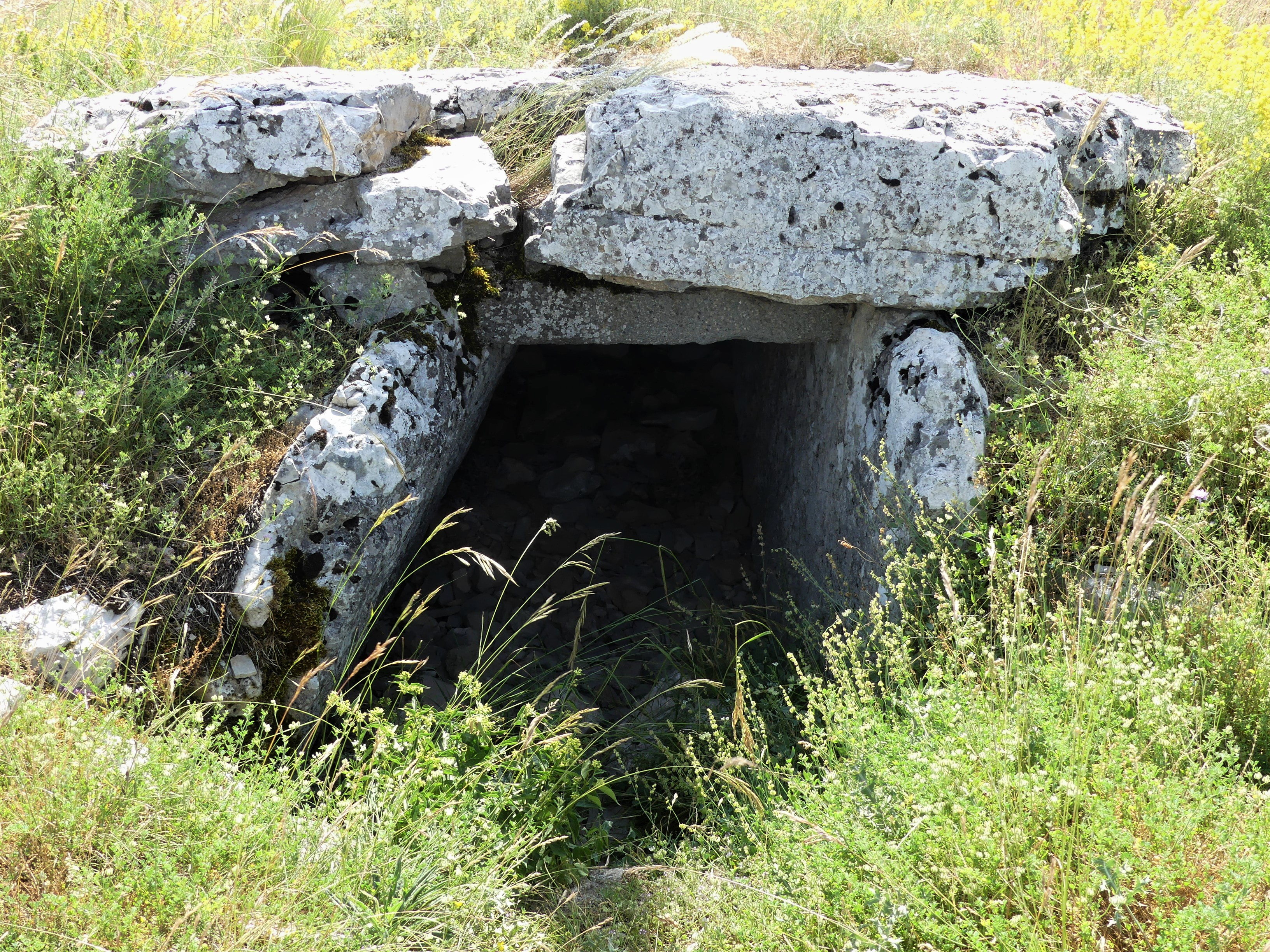
Tombe du Géant
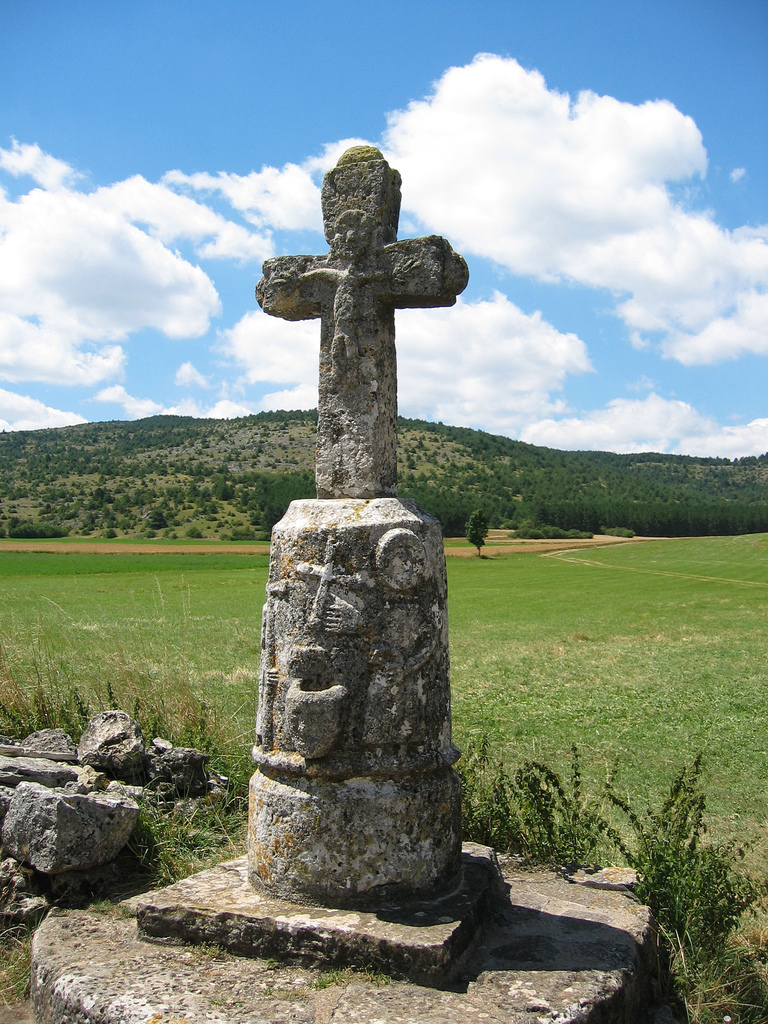
Croix du Buffre